# Protea subulifolia
Protea subulifolia (лат.) — кустарник, вид рода Протея (Protea) семейства Протейные (Proteaceae), эндемик Южной Африки.

## Таксономия

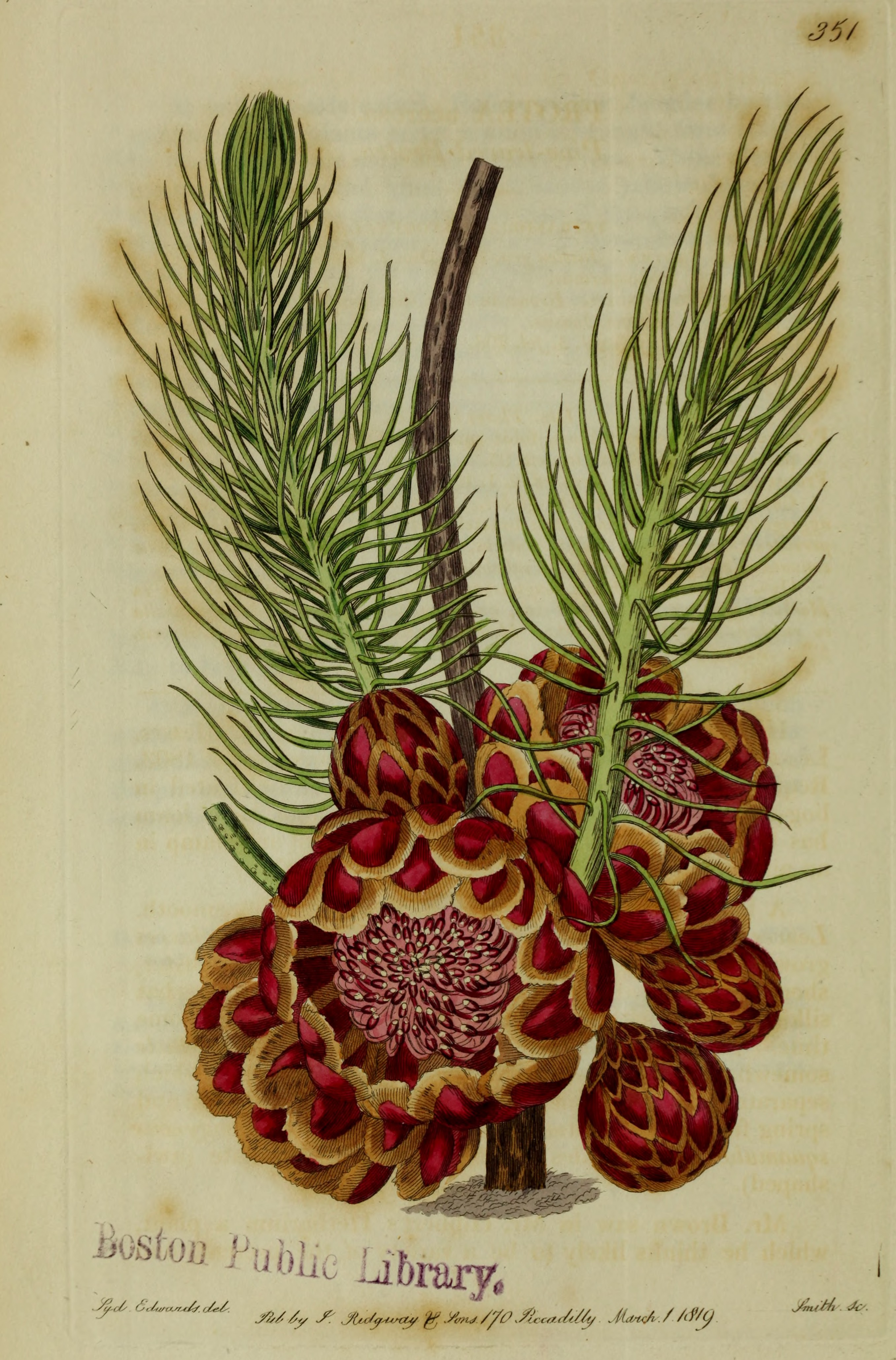
Protea subulifolia. Иллюстрация 1815 года

Вид описал южноафриканский ботаник Джон Патрик Рурк в 1974 году.

## Описание
Protea subulifolia — низкий кустарник. Соцветия расположены у стебля, спрятаны под листьями. Коричневые цветочные головки имеют дрожжевой запах, поэтому опыляются мышами, крысами и землеройками. Размер листьев варьирует и зависит от места и условий произрастания.

## Распространение и местообитание
Protea subulifolia — эндемик Западно-Капской провицнии Южной Африки. Встречается от гор Дю-Туа-Клуф до гор Ривьерсонденд, нижних склонов гор Дварсривье к югу от Грабоу и центральной части хребта Лангеберх между Робертсоном и Хейделберхом. Изолированные субпопуляции встречаются на равнине Агульяс вокруг Элима и в западных горах Утениква между перевалом Клоэте и перевалом Робинсона. Произрастает в различных местообитаниях, от песчаных мест до тяжёлых глинистых почв на горных склонах и равнинах на высоте 100—1500 м над уровнем моря.

## Биология
Взрослые растения погибают от лесных пожаров, выживают только семена, которые хранятся в огнеупорных соцветиях. Семена высвобождаются после пожаров и разносятся ветром. Опыляется грызунами.

## Охранный статус
Это широко распространённый вид. Зарегистрировано более 40 субпопуляций. Большинство из них крупные, состоящие из более чем 1000 зрелых растений. Однако продолжающееся сокращение обусловлено продолжающейся утратой и деградацией местообитаний. Международный союз охраны природы классифицирует природоохранный статус вида как «вызывающий наименьшие опасения».